# Pierrot (Maupassant)
Pierrot ist eine Novelle von Guy de Maupassant. Sie erschien erstmals am 9. Oktober 1882 in Le Gaulis.

## Handlung
Die Landfrau Madame Lefèvre lebt in Caux in der Normandie. Als ihre Magd Rose feststellt, dass nachts aus dem Garten Zwiebeln gestohlen wurden, wird zur Vermeidung künftiger Diebstähle vom Bäcker ein kleiner gelber Mischlingshund gekauft, der Pierrot heißt. Allerdings hat Madame Lefèvre nicht bedacht, dass das Tier so viel fressen würde, und dass auch noch Hundesteuer zu bezahlen ist. Der Hund darf tagsüber herumstreunen, nachts bleibt er im Garten. Aber er ist so zutraulich, dass er sich von jedermann streicheln lässt, und er bellt nur, wenn er um Futter bettelt. Seine Anwesenheit hält die Diebe nicht fern. Frau Lefèvre wirft Pierrot in eine Mergelgrube. Dies ist in dieser Gegend eine durchaus übliche Weise, unerwünschte Tiere zu entsorgen. Die Hunde verletzen sich beim Sturz durch den Schacht oft schwer, bleiben unten aber noch tagelang am Leben, bis sie verhungern. Werden mehrere Hunde zeitnah hinabgeworfen, fressen die Stärkeren die Schwächeren, bevor sie selbst verenden. Nun bekommt Madame Lefèvre Gewissensbisse. Sie bittet den Mergelförderer, der einmal im Jahr in die Grube hinabsteigt, um die Kadaver zu entfernen, Pierrot wieder heraufzuholen, ist aber nicht willens, die dafür von ihm geforderten vier Franc zu zahlen. Sie und die Magd werfen nun jeden Tag Brot in den Schacht. Eines Morgens hören sie, dass ein größerer Hund im Schacht ist, der das Brot frisst, wobei Pierrot nichts abbekommt. Die beiden Frauen überlassen daraufhin den kleinen Hund seinem Schicksal.